# Szimpla Kert
El Szimpla Kert es un popular bar situado en el barrio judío de la ciudad de Budapest. Es el más antiguo y popular de los denominados bares en ruinas que se han extendido por la ciudad desde los inicios del siglo XXI . De hecho, desde que abrió sus puertas a principios de los años 2000, se convirtió en uno de los bares en ruinas más famosos de la capital húngara y constituye una atracción turística para los visitantes de la ciudad. Fue considerado en 2012 como el tercer mejor bar del mundo por Lonely Planet.
El establecimiento ocupa todo un inmueble de dos plantas que se encontraba abandonado e iba a ser demolido en 2004 y presenta un aspecto de garito de edificio abandonado con muchas salas con ambiente y decoración underground. Se desarrollan actividades como conciertos, pases de películas e incluso un mercadillo.